# Ángel Prieto Vial
Ángel José María Prieto Vial (Concepción, 1779 - Santiago, 9 de enero de 1854) fue un político y militar conservador chileno.

## Biografía
Hijo de José María Prieto Sotomayor y María del Carmen Vial Santelices. Su hermano, José Joaquín Prieto Vial, fue Presidente de la República entre 1831 y 1836. 

## Carrera militar
Ingresó a las Milicias de la Caballería de Concepción en 1805. Viajó con el general Luis de la Cruz Goyeneche a Buenos Aires (1806), buscando el paso de Bariloche.
Actuó de Capitán de Dragones en el movimiento revolucionario de 1810, siendo tomado prisionero y quedó en libertad debido al Tratado de Lircay firmado en 1814.
Tras la Batalla de Rancagua (1814) fue nuevamente tomado prisionero por los realistas, y encerrado en la Catedral de Concepción, luego fue trasladado a la isla Quiriquina, donde permaneció hasta 1817, siendo liberado por la restauración independiente y nombrado Alcalde de Concepción.

## Carrera política
Posteriormente fue intendente de la provincia, dependiente de Aduana y del Tesoro, además contador de la Casa de Moneda.
Diputado suplente por Coelemu en 1834, pero nunca ocupó la titularidad. Diputado en propiedad por Los Ángeles en 1837, por Chillán en 1840 y por Constitución en 1843. Integró en estos períodos las Comisiones permanentes de Gobierno y Relaciones Exteriores, Calificadora de Peticiones y de Guerra y Marina.